# Góry Karwackie
Góry Karwackie – wieś w Polsce położona w województwie mazowieckim, w powiecie przasnyskim, w gminie Przasnysz. Wieś ma status sołectwa.
Sołectwo Góry Karwackie obejmuje wsie: Góry Karwackie i Polny Młyn.
W latach 1975–1998 miejscowość administracyjnie należała do województwa ostrołęckiego.
Znana wcześniej jako Pieńki – nazwa od wyniszczonych lasów tu istniejących. W zachodniej części około 1850 roku była cegielnia. Około 1930 r. wieś liczyła 14 numerów. Obecnie 14 zamieszkanych posesji i 79 mieszkańców.
Wierni Kościoła rzymskokatolickiego należą do parafii Chrystusa Zbawiciela w Przasnyszu.